# Shola Shoretire
Shola Maxwell Shoretire (sinh ngày 2 tháng 2 năm 2004) là một cầu thủ bóng đá chuyên nghiệp người Anh chơi ở vị trí tiền đạo cho câu lạc bộ Super League Hy Lạp PAOK.
Shoretire gia nhập đội trẻ Manchester United từ khi còn nhỏ và nhanh chóng được đôn lên đội một của câu lạc bộ. Anh ký hợp đồng chuyên nghiệp đầu tiên vào tháng 2 năm 2021, khi mới 17 tuổi.

## Sự nghiệp câu lạc bộ

### Manchester United
Ngày 21 tháng 2 năm 2021, Shoretire ra mắt đội một United khi vào sân thay cho Marcus Rashford ở phút 88 trong trận đấu gặp Newcastle United trên sân nhà tại Premier League. Bốn ngày sau, trong trận đấu với Real Sociedad tại lượt về vòng 32 đội Europa League, Shoretire tiếp tục được HLV Ole Gunnar Solskjaer tung vào sân vào phút 76. Qua đó, anh trở thành cầu thủ trẻ nhất trong lịch sử United thi đấu tại cúp châu Âu. Ở cột mốc 17 tuổi 23 ngày, Shoretire phá kỷ lục do cựu tiền đạo Norman Whiteside thiết lập vào năm 1982 (17 tuổi 131 ngày). Với màn trình diễn ấn tượng tại các đội trẻ, Shoretire giành được danh hiệu Cầu thủ trẻ xuất sắc nhất năm của Jimmy Murphy ở mùa giải 2020–21.

#### Cho mượn tại Bolton Wanderers
Ngày 19 tháng 1 năm 2023, Shoretire gia nhập câu lạc bộ EFL League One Bolton Wanderers theo bản hợp đồng cho mượn đến cuối mùa giải 2022–23.
Ngày 30 tháng 7 năm 2024, Shoretire ký hợp đồng với câu lạc bộ Super League Hy Lạp PAOK theo dạng chuyển nhượng tự do sau khi hết hạn hợp đồng với Manchester United.

## Sự nghiệp quốc tế
Tháng 8 năm 2019, Shoretire đại diện cho đội tuyển U-16 Anh đấu với Cộng hòa Ireland.
Ngày 29 tháng 3 năm 2021, Shoretire có trận đấu ra mắt đội tuyển U-18 Anh trong chiến thắng 2–0 trước U-18 Xứ Wales trên sân vận động Leckwith tại Cardiff.
Ngày 2 tháng 9 năm 2021, Shoretire có trận ra mắt đội U-19 Anh trong chiến thắng 2-0 trước U-19 Ý tại St. George's Park.

## Thống kê sự nghiệp
Tính đến ngày 8 tháng 12 năm 2021
| Câu lạc bộ             | Mùa giải       | Giải đấu       | Giải đấu | Giải đấu | Cúp FA | Cúp FA | Cúp EFL | Cúp EFL | Châu Âu | Châu Âu | Khác | Khác | Tổng | Tổng |
| Câu lạc bộ             | Mùa giải       | Hạng           | Trận     | Bàn      | Trận   | Bàn    | Trận    | Bàn     | Trận    | Bàn     | Trận | Bàn  | Trận | Bàn  |
| ---------------------- | -------------- | -------------- | -------- | -------- | ------ | ------ | ------- | ------- | ------- | ------- | ---- | ---- | ---- | ---- |
| U-21 Manchester United | 2020–21        | —              | —        | —        | —      | —      | —       | —       | —       | —       | 2    | 0    | 2    | 0    |
| U-21 Manchester United | 2021–22        | —              | —        | —        | —      | —      | —       | —       | —       | —       | 2    | 0    | 2    | 0    |
| U-21 Manchester United | Tổng cộng      | Tổng cộng      | —        | —        | —      | —      | —       | —       | —       | —       | 4    | 0    | 4    | 0    |
| Manchester United      | 2020–21        | Premier League | 1        | 0        | 0      | 0      | 0       | 0       | 1       | 0       | 0    | 0    | 2    | 0    |
| Manchester United      | 2021–22        | Premier League | 0        | 0        | 0      | 0      | 0       | 0       | 1       | 0       | —    | —    | 1    | 0    |
| Manchester United      | Tổng cộng      | Tổng cộng      | 2        | 0        | 0      | 0      | 0       | 0       | 2       | 0       | —    | —    | 4    | 0    |
| Tổng sự nghiệp         | Tổng sự nghiệp | Tổng sự nghiệp | 2        | 0        | 0      | 0      | 0       | 0       | 2       | 0       | 4    | 0    | 8    | 0    |

1. 1 2  Số trận ra sân tại EFL Trophy
2. ↑  Số trận ra sân tại UEFA Europa League
3. ↑  Số trận ra trận tại UEFA Champions League

## Danh hiệu

### Manchester United
- Á quân UEFA Europa League: 2020–21

### Cá nhân
- Cầu thủ trẻ xuất sắc nhất năm của Jimmy Murphy: 2020–21